# Forstelbach
Der Forstelbach ist ein rechter Zufluss der Prims im Einzugsgebiet der Saar.
Er hat die Gewässerkennziffer 264614.
Der in einem Waldgebiet laufende Forstelbach ist etwa 4,5 km lang, davon entfallen etwa 2 km auf das Gebiet der rheinland-pfälzischen Stadt Hermeskeil, wo er erst südwärts und dann ostwärts, und danach etwa 2,5 km auf das Gebiet der saarländischen Gemeinde Nonnweiler, wo er wieder südwärts fließt. In seinem tiefen Kerbtal speisen ihn einmal von links, dann von rechts jeweils ein anscheinend namenloser Zufluss, die beide allenfalls einen halben Kilometer Länge erreichen.
Die Quelle liegt auf 558 m ü. NHN (Lage)
und die Mündung auf 397 m ü. NHN (Lage).
Wenige hundert Meter oberhalb der Mündung staut der Damm der Primstalsperre die Prims.